# Powiat Mławski
Der Powiat Mławski ist ein Powiat (Kreis) in der polnischen Woiwodschaft Masowien. Der Powiat hat eine Fläche von 1182,30 km², auf der 73.902 Einwohner leben. Die Bevölkerungsdichte beträgt 63 Einwohner auf 1 km² (2004).

## Geschichte
Von 1939 bis 1945 war das Kreisgebiet als Landkreis Mielau Teil des neuen Regierungsbezirkes Zichenau der Provinz Ostpreußen.

## Gemeinden

### Stadtgemeinde
- Mława (Mlawa)

### Landgemeinden
- Dzierzgowo
- Lipowiec Kościelny
- Radzanów
- Strzegowo
- Stupsk
- Szreńsk
- Szydłowo
- Wieczfnia Kościelna
- Wiśniewo